# Phineas e Ferb (3.ª temporada)
Nos Estados Unidos, a 3ª temporada de Phineas e Ferb começou com "Ao Ar Livre" e "Corre, Candace! Corre!" em 04 de Março de 2011. No Brasil, estreou em 07 de Abril de 2011. A temporada terminou em 30 de Novembro de 2012 nos Estados Unidos, com a estreia de "Apagão!". No Brasil, a temporada terminou em 22 de Fevereiro de 2013, também com a estreia de "Apagão!".

## Vozes dos personagens

### Principal
| Personagem                    | Voz original         |
| ----------------------------- | -------------------- |
| Phineas Flynn                 | Vincent Martella     |
| Ferb Fletcher                 | Thomas Sangster      |
| Candace Flynn                 | Ashley Tisdale       |
| Linda Flynn-Fletcher          | Caroline Rhea        |
| Dr. Heinz Doofenshmirtz       | Dan Povenmire        |
| Perry o ornitorrinco Agente P | Dee Bradley Baker    |
| Major Francis Monogram        | Jeff "Swampy" Marsh  |
| Carl, o estagiário            | Tyler Alexander Mann |

## Episódios
| N.º geral | N.º na temp. | Título                                           | Dirigido por                           | Escrito por                                                                                               | Exibição original       | Cód. de produção | Audiência (milhões) |
| --- | ------------ | ------------------------------------------------ | -------------------------------------- | --- | ----------------------- | ---------------- | ------------------- |
| 113 | 1            | "The Great Indoors"                              | Jay Lender                             | Chong Suk Lee & Bernie Petterson                                                                          | 4 de março de 2011      | 302a             | 3.31                |
| O mau tempo estraga o plano de Isabella e as Garotas Companheiras poderem ganhar seus distintivos, e nisso, Phineas e Ferb constroem uma enorme Biosfera para ajudá-las. Enquanto isso, Candace tenta descobrir porque Jeremy gosta dela. E enquanto isso, o Dr. Doofenshmirtz está tentando fazer chover em um grande jogo de futebol, para que ele possa apenas assistir a sua novela espanhola favorita. |              |                                                  |                                        | |                         |                  |                     |
| 114 | 2            | "Canderemy"                                      | Jay Lender                             | J. G. Orrantia & Kim Roberson                                                                             | 4 de março de 2011      | 302b             | 3.31                |
| Candace percebe que precisa passar um pouco mais tempo com Stacy, de modo que prometa passar o dia inteiro sem falar do Jeremy. Mas ao visitar Jeremy e sua mãe, Sra. Johnson, um raio do "Combina-inator" do Dr. Doofenshmirtz atinge Candace e Jeremy, fazendo os dois ficarem grudados um ao outro no quadril. Enquanto isso, Phineas e Ferb constroem um cachorro-robô gigante que causa uma série de travessuras. |              |                                                  |                                        | |                         |                  |                     |
| 115 | 3            | "Run, Candace, Run"                              | Jay Lender                             | Michael Diederich, Antoine Guilbaud, Kyle Menke & Perry Zombolas                                          | 11 de março de 2011     | 301a             | 3.21                |
| A mais recente invenção de Phineas e Ferb é um par de botas que fazem o usuário extraordinariamente rápido. Candace decide usá-los de modo que ela possa estar em dois lugares ao mesmo tempo; no piquenique da família Johnson, onde ela corre para a Sra. Johnson, e também na biblioteca, onde ela prometeu a sua mãe que iria ler para as crianças. Enquanto isso, o edifício do Dr. Doofenshmirtz é colocado à venda, por isso ele tenta convencer um potencial comprador, Annabelle, que acaba por ser um parente perdido há muito tempo da família Johnson, de que não vale a pena comprar.                                                                |              |                                                  |                                        | |                         |                  |                     |
| 116 | 4            | "Last Train to Bustville"                        | Robert F. Hughes                       | Antoine Guilbaud, Jeff Myers & Mike Roth                                                                  | 11 de março de 2011     | 301b             | 3.21                |
| Ao visitar seus avós, as crianças decidem criar uma corrida de balões gigantes de ar quente. Enquanto isso, Candace é inspirada pela atitude positiva da engenheira de trem, Glenda, e decide "desistir" de dedurar os seus irmãos. No outro lado da cidade, o Dr. Doofenshmirtz encontra um ovo de pássaro Dodo e está convencido de que é um feroz pássaro-monstro que pode ajudá-lo a assumir a Área dos Três Estados, mas descobre exatamente o oposto quando o ovo choca. |              |                                                  |                                        | |                         |                  |                     |
| 117 | 5            | "Phineas' Birthday Clip-O-Rama!"                 | Jay Lender                             | Chong Suk Lee & Bernie Petterson                                                                          | 1 de abril de 2011      | 304              | 2.49                |
| É o aniversário de Phineas e para a ocasião especial, Ferb reúne os amigos para fazer um vídeo dos melhores momentos da turma. Enquanto isso, o Agente P tem que impedir o Dr. Doofenshmirtz de usar seu "não-inator" para antecipar a biografia de seu irmão de aparecer na televisão. |              |                                                  |                                        | |                         |                  |                     |
| 118 | 6            | "The Belly of the Beast"                         | Jay Lender                             | Michael Diederich & Kyle Menke                                                                            | 29 de abril de 2011     | 303a             | 2.30                |
| Para comemorar o Festival do Porto de Danville, Phineas e Ferb criam uma versão mecânica do tubarão histórico indescritível do porto de Danville. Vendo o que os meninos estão fazendo, Candace pede ajuda para capturar o tubarão misterioso. Enquanto isso, o Dr. Doofenshmirtz inventa o "Sal-Água-Chocolate-Inator" que dá cáries a cada criança na Área dos Três Estados. |              |                                                  |                                        | |                         |                  |                     |
| 119 | 7            | "Moon Farm"                                      | Robert F. Hughes                       | Antoine Guilbaud & Kazimieras G. Prapuolenis                                                              | 29 de abril de 2011     | 303b             | 2.30                |
| Phineas e Ferb levam vacas para a Lua, com a certeza de que elas irão produzir o melhor sorvete do mundo. E com seus irmão fora, Candace quer fazer um jantar para Jeremy, mas ela não é uma boa cozinheira. Enquanto isso, Doofenshmirtz cria o "Sugador-de-Verde-Inator", que suga a cor verde das plantas, deixando elas marrons e desidratadas. |              |                                                  |                                        | |                         |                  |                     |
| 120 | 8            | "Ask a Foolish Question"                         | Jay Lender                             | Chong Suk Lee & Bernie Petterson                                                                          | 13 de maio de 2011      | 305a             | 2.56                |
| Quando Candace descobre que Phineas e Ferb inventaram um computador que pode responder qualquer coisa, lhe pergunta como ela pode finalmente dedurar seus irmãos de uma vez por todas. Enquanto isso, o Dr. Doofenshmirtz perdeu a chave da sua mais recente invenção, o "Faz-Tudo-Inator", e o Agente P deve achá-la antes dele |              |                                                  |                                        | |                         |                  |                     |
| 121 | 9            | "Misperceived Monotreme"                         | Jay Lender                             | Kaz & Tom Minton                                                                                          | 13 de maio de 2011      | 305b             | 2.56                |
| Perry perde sua 100ª batalha contra o Dr. Doofenshmirtz quando Candace o leva ao Banho dos Animais de Estimação Para a Caridade com ela. A ausência de Perry passa despercebida quando um ornitorrinco do zoológico de Danville impede o plano do Dr. Doofenshmirtz de atingir seu irmão com o seu "Menos-Provável-inator." Enquanto isso, os meninos constroem uma casa maluca. |              |                                                  |                                        | |                         |                  |                     |
| 122 | 10           | "Candace Disconnected"                           | Robert F. Hughes                       | Aliki Theofilopoulos Grafft & Antoine Guilbaud                                                            | 18 de junho de 2011     | 306a             | N/A                 |
| Candace não tem escolha a não ser pedir ajuda a seus irmãos após perder seu celular pela quinta vez. Sem que Candace saiba, o celular que inventam para ela tem uma aplicativo de transferência ativado que a leva para a Ilha de Páscoa. Enquanto isso, o Dr. Doofenshmirtz inventa um "Pega-Pra-Mim-inator" para buscar Vanessa na escola, então ele encontra o Norm Sarcástico, o protótipo da cabeça de Norm que tem uma afinidade sarcástica. |              |                                                  |                                        | |                         |                  |                     |
| 123 | 11           | "Magic Carpet Ride"                              | Jay Lender                             | Michael Diederich & Tom Minton                                                                            | 18 de junho de 2011     | 306b             | N/A                 |
| Inspirados em um episódio do programa favorito da infância de seu pai, Phineas e Ferb constroem um tapete voador. Candace acha que pode dedurar seus irmãos apenas usando biscoitos da sorte. Enquanto isso, o Dr. Doofenshmirtz cria o "Mancha-Inator" para arruinar uma pintura a qual seu irmão inaugurará no saguão da prefeitura. |              |                                                  |                                        | |                         |                  |                     |
| 124 | 12           | "Bad Hair Day"                                   | Robert F. Hughes                       | Kaz & Kim Roberson                                                                                        | 24 de junho de 2011     | 307a             | 4.37                |
| Candace fica com um corte de cabelo ruim e deve confiar na máquina que Phineas e Ferb criam para arrumar seu cabelo antes de ir a uma festa de caridade para animais em extinção com Jeremy e sua mãe. No entanto, quando Candace aumenta a potência da máquina, seu cabelo cresce muito mais do que o esperado e ela é confundida com um orangotango tangerina raro. Enquanto isso, o Dr. Doofenshmirtz está desenvolvendo seu Muito, Muito Maléfiqueitor. |              |                                                  |                                        | |                         |                  |                     |
| 125 | 13           | "Meatloaf Surprise"                              | Robert F. Hughes                       | Bernie Petterson & Chong Suk Lee                                                                          | 24 de junho de 2011     | 307b             | 4.37                |
| Linda se junta a Jamie Oliver como uma das juradas para o Festival de Bolo de Carne de Danville, mas ele destaca uma alimentação saudável e ingredientes frescos. Enquanto isso, Candace faz um lance em um leilão de um "souvenir" premiado de sua banda favorita, "Os Vaqueirinhos", no Leilão de Antiguidades do Rock and Roll. mas fica distraída quando seus irmãos construir uma casa pula-pula em seu quintal. No outro lado da cidade, o Dr. Doofenshmirtz tem planos de entrar na competição com sua receita de bolo de carne da família, usando o "ódio" como ingrediente especial.                                                                     |              |                                                  |                                        | |                         |                  |                     |
| 126 | 14           | "Phineas and Ferb Interrupted"                   | Jay Lender                             | Kaz & Kim Roberson                                                                                        | 15 de julho de 2011     | 309a             | 4.29                |
| Quando Linda quer passar o dia com Candace, ela aproveita para dedurar seus irmãos. Mas Phineas e Ferb foram atingidos pela última invenção de Dr. Doofenshmirtz, o "Entedinator", que os deixa chatos. Então Perry deve consertar e revertê-lo para que Phineas e Ferb voltem ao normal. |              |                                                  |                                        | |                         |                  |                     |
| 127 | 15           | "A Real Boy"                                     | Robert F. Hughes                       | Aliki Theofilopoulos Grafft & Antoine Guilbaud                                                            | 15 de julho de 2011     | 309b             | 4.29                |
| Quando Heinz vê que Vanessa ouviu o que disse sobre preferir ter um filho para ajudar no seu lance do mal, ele se sente terrível, e nisso, tem a intenção de atingi-la com o seu "Deixa-Pra-Lá-Inator", para que Vanessa esqueça o que ouviu. Enquanto isso, Norm compartilha seus sentimentos de querer ser um menino de verdade com Doofenshmirtz e decide fazer o papel de "filho". De volta à casa Flynn-Fletcher, Stacy hipnotiza Candace para ignorá-la da necessidade de dedurar seus irmãos, e assim, poder passar a tarde inteira com Jeremy. |              |                                                  |                                        | |                         |                  |                     |
| 128 | 16           | "Mommy Can You Hear Me?"                         | Jay Lender                             | J. G. Orrantia & Kaz                                                                                      | 29 de julho de 2011     | 310a             | 3.11                |
| Quando Candace quebra a perna e precisa ficar deitada, tenta de todos os jeitos chamar a atenção de sua mãe, que está usando um fone no ouvido, escutando algumas sonorizações feitas por Lawrence. Phineas e Ferb usam um "Ionizador Extratosférico" para desejar feliz aniversário ao cosmonauta Sergei Kushnarov. Enquanto isso, o Dr. Doofenshmirtz constrói um "Sopa de Gal-inator", que atira sopa de galinha, com o objetivo de destruir a loja "Petiscos do Tony". |              |                                                  |                                        | |                         |                  |                     |
| 129 | 17           | "Road Trip"                                      | Robert F. Hughes                       | Kaz & Kim Roberson Scott Peterson                                                                         | 29 de julho de 2011     | 310b             | 3.11                |
| No último dia da viagem de carro da família Flynn-Fletcher, Candace acha que finalmente irá ter algumas horas para relaxar e não se preocupar em dedurar seus irmãos. No entanto, Phineas e Ferb decidem constroem a "Parada Sem Parada" em cima do trailer. Enquanto isso, Doofenshmirtz também está viajando, mas está usando um equipamento grande para o transporte do "Suco de Kaboom", responsável pela auto-destruição de seus inventos, até a a Área dos Três Estados. |              |                                                  |                                        | |                         |                  |                     |
| 130 | 18           | "Tour de Ferb"                                   | Jay Lender                             | Bernie Petterson & Chong Suk Lee                                                                          | 12 de agosto de 2011    | 311b             | 3.93                |
| Baljeet confessa que é descendente de uma longa linha de perdedores em eventos ciclísticos, então Phineas e Ferb contam com a ajuda do ciclista Greg LeMond para ajudar Baljeet a competir em uma corrida de bicicleta. Enquanto isso, Doofenshmirtz usa seu "Pop-up-Iantor", que faz com que anúncios pop-up apareçam em qualquer lugar, fazendo ele ganhar milhões e incomodar toda a Área dos Três Estados. |              |                                                  |                                        | |                         |                  |                     |
| 131 | 19           | "Skiddley Whiffers"                              | Jay Lender                             | Chong Suk Lee & Tom Minton                                                                                | 26 de agosto de 2011    | 311a             | 3.81                |
| Phineas e Ferb constroem uma versão gigante de um jogo infantil, usando Danville como a localização central. Enquanto isso, Candace se divide entre detonar seus irmãos e jogar o jogo divertido, e acaba jogando junto com eles para que possa continuar mantendo o seu título de "Rainha dos Sabujos Ligeiros". No outro lado da cidade, o Dr. Doofenshmirtz está tentando lidar com o crescimento de Vanessa e ela querer ser uma típica adolescente. Ele a leva em um acampamento com seus amigos, mas não pode lidar de deixá-la sozinha. Por isso, ele se disfarça como um campista companheiro, e junto com a ajuda do Agente P, tenta protegê-la.         |              |                                                  |                                        | |                         |                  |                     |
| 132 | 20           | "My Fair Goalie"                                 | Jeff "Swampy" Marsh & Robert F. Hughes | Jon Colton Barry & Mike Milo                                                                              | 9 de setembro de 2011   | 312              | 4.65                |
| Quando os primos ingleses de Ferb vêm para Danville e o desafia para uma partida de futebol, ele e Phineas deformam as paredes da física e constroem um estádio de alta tecnologia 3D. Enquanto isso, convencido de que seu relacionamento com Jeremy depende de ela ser mais adequada, Candace pede a ajuda da prima britânica de Ferb, Eliza, para lhe ensinar as regras de etiqueta. Na Empresa do Malvado Doofenshmirtz, o Dr. Doofenshmirtz está doente na cama, mas se esforça para configurar o "Se-Uma Árvore-Cai-na-Floresta Inator", que faz com que qualquer árvore que caia diga o seu nome.                                                          |              |                                                  |                                        | |                         |                  |                     |
| 133 | 21           | "Bullseye!"                                      | Jay Lender                             | J. G. Orrantia & Kaz                                                                                      | 30 de setembro de 2011  | 313b             | 4.18                |
| Quando Lawrence sai para assistir a uma palestra sobre antiguidades, ele involuntariamente se encontra participando do Concurso de Maldade da L.U.V.A.S.D.E.A.M.O.R. contra o Dr. Doofenshmirtz e Rodney. Como um anfitrião especial supervisiona o processo, Perry é encarregado de monitorar a situação, mas Lawrence é atingido por Rodney pelo "Transforma-Tudo-em-Malvad-Izer", e é coroado o líder supremo da liga. Enquanto isso, Candace está decidida em flagrar Phineas e Ferb, mas não percebe que eles não estão ajudando com a instalação de arte moderna de sua mãe. Enquanto isso, os meninos estão jogando um jogo gigante de dardos pela cidade. |              |                                                  |                                        | |                         |                  |                     |
| 134 | 22           | "That's the Spirit!"                             | Jay Lender                             | Bernie Petterson & Michael Diederich                                                                      | 7 de outubro de 2011    | 314a             | 3.37                |
| É noite de Halloween e as crianças encontram um menino estranho chamado Russell, que está convencido de que a sua casa é assombrada. Enquanto isso, a guerra do Dr. Doofenshmirtz contra a grama faz com que ele invente um "Transfere-Mente-Inator", que lhe permite fundir mentes com uma vaca e destruir toda a grama na Área dos Três Estados. Infelizmente, seu plano dá errado e ele se transforma em um assustador "Lobis-Vaca", a qualquer momento em que há uma lua cheia. Cabe agora ao Agente P detê-lo e salvar Danville. |              |                                                  |                                        | |                         |                  |                     |
| 135 | 23           | "The Curse of Candace"                           | Robert F. Hughes & Jay Lender          | J. G. Orrantia & Kaz                                                                                      | 7 de outubro de 2011    | 314b             | 3.37                |
| Candace é mordida por um morcego depois de assistir a um filme de vampiros com Stacy e teme ter se tornado um vampiro. Phineas e Ferb constróem inventos sugeridos pelos seus amigos, cujos efeitos fazem com que Candace pense mesmo que se tornou um vampiro. Enquanto isso, o Dr. Doofenshmirtz transforma a Área dos Três Estados em uma cópia de Gimmelshtump, de modo que seja mais fácil de conquistar. |              |                                                  |                                        | |                         |                  |                     |
| 136 | 24           | "Escape from Phineas Tower"                      | Jay Lender                             | Bernie Petterson, Michael Diederich & Tom Minton                                                          | 21 de outubro de 2011   | 315a             | 3.34                |
| Quando Phineas e Ferb se inspiram por uma câmara de fuga antiga que seu pai adquire, eles decidem construir uma torre controlada por computador que irá prendê-los, permitindo explorar o mundo de fuga. Eles se divertem saindo de todas as armadilhas, até a torre se tornar "grosseira" com uma das invenções de Doofenshmirtz, e vai além do que foi programada para fazer. Enquanto isso, o Dr. Doofenshmirtz inventa o "Grosseiro-inator" para arruinar a reunião de Roger com uma embaixadora da Inglaterra. |              |                                                  |                                        | |                         |                  |                     |
| 137 | 25           | "Lotsa Latkes"                                   | Jay Lender                             | Chong Suk Lee & Mike Milo                                                                                 | 18 de novembro de 2011  | 316b             | 3.61                |
| Quando todas as batatas em Danville desaparecem, Phineas e Ferb decidem clonar algumas usando a última batata frita de Buford, para que Nana Isabella possa fazer latkes para o Festival de Batata. Infelizmente, o DNA de Buford se mistura com as batatas, criando Batatas Gremlins travessas que se espalham pela cidade. Enquanto isso, o Dr. Doofenshmirtz planeja usar seu mais recente "inator", o "Recuperador de Exércitos Antigo-Inator" que é movido à batatas, para convocar o exército espartano e comandá-los para assumir a Área dos Três Estados.                                                                                                 |              |                                                  |                                        | |                         |                  |                     |
| 138 | 26           | "Ferb Latin"                                     | Robert F. Hughes & Jay Lender          | Antoine Guilbaud & Kaz                                                                                    | 25 de novembro de 2011  | 316a             | 2.93                |
| Phineas e Ferb criam sua própria língua, Latim do Ferb, que rapidamente pega. Infelizmente para Candace, depois de acordar de uma massagem perplexa, descobre que todo mundo está falando uma língua que não entende. Enquanto isso, Dr. Doofenshmirtz decide usar a propaganda como seu novo "inator", acreditando que vai funcionar, pois as pessoas acreditam em tudo o que leem. |              |                                                  |                                        | |                         |                  |                     |
| 139 | 27           | "A Phineas and Ferb Family Christmas"            | Dan Povenmire & Robert F. Hughes       | Scott Peterson Derek Thompson, Seth Kearsley & Wendy Grieb                                                | 2 de dezembro de 2011   | 317a             | 4.22                |
| Os meninos decidem fazer um especial de Natal em família tradicional com seus familiares, amigos e alguns convidados muito especiais, incluindo Kelly Clarkson. |              |                                                  |                                        | |                         |                  |                     |
| 140 | 28           | "Tri-Stone Area"                                 | Robert F. Hughes                       | Aliki Theofilopoulos Grafft & Antoine Guilbaud                                                            | 13 de janeiro de 2012   | 308a             | N/A                 |
| É a Idade da Pedra e Phineas e Ferb das cavernas decidem inventar algo novo, divertido e útil... a roda! Enquanto isso, Doofenshmirtz tenta tornar sua caverna mais sofisticada usando o antecessor de todos os Inators, o Graveto-inator. |              |                                                  |                                        | |                         |                  |                     |
| 141 | 29           | "Doof Dynasty"                                   | Jay Lender                             | Michael Diederich & Tom Minton                                                                            | 14 de janeiro de 2012   | 308b             | N/A                 |
| Na antiga China feudal, a Princesa Isabella é capturada pelo malvado Doofus Khan, que a leva como prisioneira. Então, Phineas e Ferb procuram o Mestre Perry e o convencem a lhes ensinar o "caminho do guerreiro", para que possam resgatar a Princesa Isabella e salvar a China. |              |                                                  |                                        | |                         |                  |                     |
| 142 | 30           | "Excaliferb"                                     | Robert F. Hughes                       | Aliki Theofilopoulos Grafft & J. G. Orrantia                                                              | 15 de janeiro de 2012   | 320              | 2.17                |
| Durante os tempos medievais, Phineas e Ferb (ou Ferb-a-lot) partem em uma jornada épica para encontrar a lendária espada de Excaliferb, para que possam derrotar o malvado feiticeiro Malifashmirtz. |              |                                                  |                                        | |                         |                  |                     |
| 143 | 31           | "Phineas and Ferb and the Temple of Juatchadoon" | Jay Lender                             | Bernie Petterson & Mike Diederich                                                                         | 16 de janeiro de 2012   | 322b             | N/A                 |
| Após localizar e recuperar o Amuleto de Juatchadoon, a dupla de arqueólogos aventureiros Ohio (Phineas) Flynn e Rhode Island (Ferb) Fletcher parte para a América do Sul para ajudar a Donzela Isabella encontrar o Templo Perdido de Juatchadoon e sua mãe desaparecida. No entanto, o Dr. Doofenshmirtz tem outros planos para o amuleto: despertar o colosso de milho para lhe dar o poder de destruir o mundo. |              |                                                  |                                        | |                         |                  |                     |
| 144 | 32           | "Monster from the Id"                            | Jay Lender                             | Kaz & Kim Roberson                                                                                        | 10 de fevereiro de 2012 | 321a             | 2.51                |
| Depois de perder um presente que Jeremy fez para ela, Candace decide recriá-lo antes que Jeremy chegue. Infelizmente, Candace não consegue se lembrar de como o presente era, então ela usa a máquina mental de Phineas e Ferb para entrar em seu subconsciente e recuperar a memória. Enquanto isso, o plano maligno de Doofenshmirtz é usar o seu Cueca Inator para assumir a Área dos Três Estados, assim, constrangendo a todos por ser pego em público só usando cueca. |              |                                                  |                                        | |                         |                  |                     |
| 145 | 33           | "Gi-Ants"                                        | Robert F. Hughes                       | Mike Milo & Seth Kearsley                                                                                 | 10 de fevereiro de 2012 | 321b             | 2.51                |
| Pensando que seria divertido fazer parte de uma sociedade de formigas, Phineas e Ferb criam o Formigus Maximus, uma fazenda de formigas enorme cheia de formigas gigantes. Suspeitando de que seus irmãos estão aprontando, Candace acidentalmente se cobre de feromônios, e vira a rainha das formigas. Enquanto isso, Doofenshmirtz constrói o "Peru-inator", com o objetivo de criar uma epidemia do sono na Área dos Três Estados. |              |                                                  |                                        | |                         |                  |                     |
| 146 | 34           | "The Remains of the Platypus"                    | Zac Moncrief                           | John Mathot & Zac Moncrief                                                                                | 24 de fevereiro de 2012 | 315b             | 3.34                |
| A loucura se instala em Danville e ninguém tem ideia do que está acontecendo. Os acontecimentos se desenrolam quando Phineas e Ferb criam a "Queijotopia", Doofenshmirtz faz de Perry seu mordomo com seu "mordomo-inator", e Carl é mantido preso por Doof em um traje esquilo. Tudo é explicado, em um episódio de Phineas e Ferb, que começa do final e vai voltando para o começo. |              |                                                  |                                        | |                         |                  |                     |
| 147 | 35           | "Mom's In the House"                             | Jay Lender                             | Antoine Guilbaud & Kaz                                                                                    | 2 de março de 2012      | 319a             | 2.45                |
| Quando Phineas e Ferb não conseguem encontrar Perry, eles decidem criar o Perrytrônico 3000, uma estrutura mecânica que pode assumir qualquer forma. Claro que, sendo ciente de cada movimento dos meninos, Candace decide tomar uma tática diferente em sua tentativa de flagrar seus irmãos usando uma nova técnica que consiste em não deixar Phineas e Ferb terminarem seu projeto do "Perrytrônico". Enquanto isso, Doofenshmirtz inventa um Duplicador-Inator-2 para que ele possa duplicar a sua própria cabeça e fazer-se duas vezes mais inteligente. |              |                                                  |                                        | |                         |                  |                     |
| 148 | 36           | "Perry the Actorpus"                             | Robert F. Hughes                       | Eddy Houchins & Kaz                                                                                       | 3 de março de 2012      | 313a             | N/A                 |
| O executivo da Total Ferramentas supervisiona um concurso para encontrar o animal "porta-voz" da empresa, e Perry é coroado o vencedor. No entanto, a vitória coloca a identidade secreta de Perry em perigo, forçando Major Monograma a mandar um agente substituto temporário para deter Doofenshmirtz: Léo, a Lesma. Enquanto isso, Candace frequenta aulas para controlar a vontade de dedurar seus irmãos através de reforço positivo |              |                                                  |                                        | |                         |                  |                     |
| 149 | 37           | "Let's Bounce"                                   | Robert F. Hughes                       | Kaz & Kim Roberson                                                                                        | 16 de março de 2012     | 323b             | N/A                 |
| Inspirado pelo dispositivo pessoal de anti-gravidade de Ferb, Phineas acha que seria divertido levitar trampolins por toda cidade. Mas acidentalmente Candace é atingida pelo dispositivo gravitacional, e tenta manter a postura na frente da família Johnson, enquanto flutua sobre o chão. Enquanto isso, Doofenshmirtz cria o "Fala-a-Verdade-Inator", que obriga as pessoas a falarem somente a verdade. |              |                                                  |                                        | |                         |                  |                     |
| 150 | 38           | "Bully Bromance Breakup"                         | Jay Lender                             | John Mathot & Mike Milo                                                                                   | 16 de março de 2012     | 324b             | N/A                 |
| Depois de Baljeet anunciar que ele não é mais seu "nerd", Buford, com um coração partido, aceita a proposta de Doofenshmirtz para ajudar a conquistar a Área dos Três Estados. A nova parceria é um problema para Perry, já que ele não pode ser visto por Buford, pois revelaria sua identidade de espião. Enquanto isso, na casa dos Flynn-Fletcher, Baljeet está entusiasmado com a liberdade de viver sua própria vida, e com toda a sua energia recém-descoberta, ele pede aos meninos e à Isabella para ajudá-lo a subir a Montanha de Danville. |              |                                                  |                                        | |                         |                  |                     |
| 151 | 39           | "Quietest Day Ever"                              | Jay Lender                             | Antoine Guilbaud & Kaz                                                                                    | 30 de março de 2012     | 324a             | 2.64                |
| Depois de Linda pedir aos filhos para ficarem quietos enquanto ela se prepara para seu teste online de tricô, Phineas e Ferb criam roupas de ninja concebidas para esconder qualquer um que usá-las. Enquanto isso, Candace torna-se cada vez mais frustrada depois que não consegue encontrar os meninos e dedurá-los. Enquanto isso, Doofenshmirtz inventa o De-Bonito-Inator. |              |                                                  |                                        | |                         |                  |                     |
| 152 | 40           | "The Doonkelberry Imperative"                    | Jay Lender                             | Mike Diederich & Bernie Petterson                                                                         | 30 de março de 2012     | 325a             | 2.64                |
| Quando Linda não encontra Doonkamoras para sua famosa torta de Doonkamoras, os meninos partem para encontrar algumas para ela. Enquanto isso, Perry e Dr. Doofenshmirtz se encontram através do oceano quando Doofenshmirtz retorna para Drusselstein para renovar sua carteira de motorista. De volta à Danville, Candace está convencida de que tenha descoberto a resposta para seu problema de flagra. |              |                                                  |                                        | |                         |                  |                     |
| 153 | 41           | "Meapless in Seattle"                            | Robert F. Hughes                       | Derek Thompson, Jon Colton Barry & Kyle Menke                                                             | 6 de abril de 2012      | 327              | 3.06                |
| Meap volta para salvar Phineas e Ferb de seu inimigo Mitch, cuja verdadeira missão é tomar o controle de toda a espécie de alienígena, colocando o mundo de Meap em perigo. O "bonitinhômetro" dos meninos levam a turma para Seattle, e uma aventura para salvar o universo. Enquanto isso, o Dr. Doofenshmirtz decide rever o seu antigo inimigo, Peter o Panda, mas quando Agente P se mostra, Doofenshmirtz acha que ele tem algumas explicações a dar. |              |                                                  |                                        | |                         |                  |                     |
| 154 | 42           | "Delivery of Destiny"                            | Robert F. Hughes                       | Kaz & Kim Roberson                                                                                        | 27 de abril de 2012     | 323a             | 2.94                |
| Paul o Entregador descobre que seu trabalho pode contribuir com o salvamento de toda a Danville enquanto faz entregas na casa de Phineas e Ferb, de Doof, Prefeitura de Danville e a O.S.U.S.B. num episódio visto por seus olhos. Enquanto isso, Perry perde suas ferramentas que estavam em seu chapéu e acaba ficando preso na Empresa do Malvado Doofenshmirtz. |              |                                                  |                                        | |                         |                  |                     |
| 155 | 43           | "Buford Confidential"                            | Jay Lender                             | Kaz & Antoine Guilbaud                                                                                    | 27 de abril de 2012     | 325b             | 2.94                |
| Brigitte, Josette, e Collette chegam da França, para capturar o urso norte-americano, uma das criaturas mais perigosas do mundo, com a ajuda de Isabella. O plano de Buford de se vestir como o urso se complica quando ele vê Brigitte, e foge para se esconder. De volta à casa de seus avós, Phineas e Ferb criam um regador gigante debaixo d'agua. Enquanto isso, Dr. Doofenshmirtz havia criado uma máquina para deixar o pretzels retos, já que ele não sabia fazer. |              |                                                  |                                        | |                         |                  |                     |
| 156 | 44           | "The Mom Attractor"                              | Robert F. Hughes                       | Aliki Theofilopoulos Grafft & J. G. Orrantia                                                              | 4 de maio de 2012       | 328a             | 2.24                |
| Quando os meninos perguntam à Candace o que eles poderiam fazer nesse dia, ela maliciosamente pede para inventarem um dispositivo que atraia sua mãe, fazendo seus irmãos serem flagrados. Enquanto isso, o Dr. Doofenshmirtz inventou um inator que faz os bebês chorarem. Ele pretende usar quando seu irmão pegar um bebê e fazê-lo chorar. |              |                                                  |                                        | |                         |                  |                     |
| 157 | 45           | "Cranius Maximus"                                | Jay Lender                             | Bernie Petterson & Mike Diederich                                                                         | 4 de maio de 2012       | 328b             | 2.24                |
| Quando Baljeet fica preocupado de que está perdendo sua inteligência, os meninos inventam um capacete estimulante cerebral, para ajudá-lo. Mas quando o chapéu supera as expectativas e faz Baljeet exponencialmente mais inteligente, de repente ele vê todos os outros abaixo de si e se torna uma ameaça para a humanidade. Enquanto isso, o Dr. Doofenshmirtz planeja usar seu "Pegador-de-Chave-Inator" para coletar todas as chaves em Danville, na esperança de encontrar a Chave da Cidade. |              |                                                  |                                        | |                         |                  |                     |
| 158 | 46           | "Agent Doof"                                     | Robert F. Hughes                       | Bernie Petterson & Mike Diederich                                                                         | 11 de maio de 2012      | 322a             | 2.78                |
| O plano de Candace de ficar vigiando Phineas e Ferb sai pela culatra quando o "Bebê-Inator" transforma seus irmãos em bebês. Depois de ter uma epifania, o Dr. Doofenshmirtz aparece na O.S.U.S.B. e desiste de suas maldades. O agente P não tem escolha a não ser mostrar ao Dr. Doofenshmirtz as cordas do negócio, mas as coisas azedam rapidamente entre os dois depois que o Dr. Doofenshmirtz acidentalmente expõe a identidade de um agente animal companheiro. |              |                                                  |                                        | |                         |                  |                     |
| 159 | 47           | "Minor Monogram"                                 | Dan Povenmire                          | Jon Colton Barry & Kyle Menke                                                                             | 11 de maio de 2012      | 319b             | 2.78                |
| Com o outono estando próximo, Phineas e Ferb decidem inventar o "Outorão", um mundo colorido cheio de pilhas de folhas gigantes. Enquanto isso, o Dr. Doofenshmirtz está orientando Rodrigo, um estudante do mal iniciante. No entanto, Rodrigo já é realmente malvado, e quando ele captura o Dr. Doofenshmirtz e o Agente P, cabe ao filho de Major Monograma, Monty, salvar o dia. |              |                                                  |                                        | |                         |                  |                     |
| 160 | 48           | "What A Croc!"                                   | Robert F. Hughes                       | Aliki Theofilopoulos Grafft & Antoine Guilbaud                                                            | 1 de junho de 2012      | 318a             | 2.73                |
| Quando os meninos ficam sabendo que o famoso crocodilo Crocada desapareceu, eles partem para encontrá-lo e lhe devolver sua casa na Reserva Natural de Danville. Enquanto isso, para o espanto de Candace, Irving revela seu álbum digital com uma coleção de todas as criações de Phineas e Ferb. Enquanto isso, o Dr. Doofenshmirtz planeja humilhar seu irmão usando seu "Troca-Galinha-Inator" para substituir o prêmio de Roger por uma galinha. |              |                                                  |                                        | |                         |                  |                     |
| 161 | 49           | "Sleepwalk Surprise"                             | Robert F. Hughes                       | Kaz & Kim Roberson                                                                                        | 8 de junho de 2012      | 326a             | 3.29                |
| O plano de Candace para sair com Jeremy sai errado quando ele se torna interessado no "Vôlei a Jato", criado por Phineas e Ferb. Enquanto isso, o Dr. Doofenshmirtz descobre que ele cria "inatores" em seu sonho, então decide entrar em seus sonhos para ver o que está acontecendo. |              |                                                  |                                        | |                         |                  |                     |
| 162 | 50           | "Sci-Fi Pie Fly"                                 | Jay Lender                             | John Mathot & Mike Milo                                                                                   | 8 de junho de 2012      | 326b             | 3.29                |
| Phineas e Ferb criam seu próprio disco voador para ajudar a resolver o mistério de uma recente onda de círculos nas plantações. Enquanto isso, Candace tenta desistir do hábito de dedurar seus irmãos tirando um dia de folga; e Doofenshmirtz desafia a pizzaria local da cidade com a regra "37 Minutos ou Sai de Graça" usando seu inator que gera uma poderosa corrente de ar para segurar a massa de pizza no ar por tempo indefinido. |              |                                                  |                                        | |                         |                  |                     |
| 163 | 51           | "Sipping with the Enemy"                         | Robert F. Hughes                       | Kaz & Kim Roberson                                                                                        | 22 de junho de 2012     | 329a             | 3.84                |
| Candace tenta flagrar Phineas e Ferb, quando fazem um show de mágica enorme no quintal, enquanto Vanessa e o filho de Major Monograma, Monty, tomam um café juntos, apesar de seus pais serem inimigos. Enquanto isso, o Dr. Doofenshmirtz tenta se tornar descolado em uma tentativa de atrair seguidores mais jovens. |              |                                                  |                                        | |                         |                  |                     |
| 164 | 52           | "Tri-State Treasure: Boot of Secrets"            | Jay Lender                             | J. G. Orrantia & Mike Milo                                                                                | 22 de junho de 2012     | 329b             | 3.84                |
| Phineas e Ferb ajudam seu pai à encontrar o raro limpador de botas Dorcham and Wesley antes de seu arquinimigo de antiguidades Worthington Dubois, Doof rejuvenesce a si mesmo com seu novo invento para entrar num festival de filmes para jovens e Candace troca objetos para conseguir um raro item do Patinho Momo. |              |                                                  |                                        | |                         |                  |                     |
| 165 | 53           | "Doofapus"                                       | Robert F. Hughes                       | Aliki Theofilopoulos Grafft, J. G. Orrantia & John Mathot                                                 | 6 de julho de 2012      | 330a             | 2.67                |
| Candace é liquefeita pelo invento de seus irmãos, o "Dispositivo de Transferência de Estado da Matéria", um aparelho que transforma sólidos em líquidos. Enquanto isso, Doofenshmirtz, numa tentativa de vencer Agente P, se transforma em um ornitorrinco. |              |                                                  |                                        | |                         |                  |                     |
| 166 | 54           | "Norm Unleashed"                                 | Jay Lender                             | Bernie Petterson & Mike Diederich                                                                         | 20 de julho de 2012     | 330b             | 3.26                |
| Candace tem dificuldade em flagrar Phineas e Ferb, quando eles constroem nanobôs que podem tomar qualquer forma que possa imaginar. Enquanto isso, o Dr. Doofenshmirtz vai ao júri para participar de um caso envolvendo o Dr. Diminutivo, de modo que Norm assuma o plano maligno do dia - destruir Danville usando armas. |              |                                                  |                                        | |                         |                  |                     |
| 167 | 55           | "Where's Perry?"                                 | Robert F. Hughes                       | Bernie Petterson, J. G. Orrantia, Kaz & Kim Roberson                                                      | 26 de julho de 2012     | 332              | 3.73                |
| Os Flynn-Fletcher e seus amigos viajam para um safári africano, deixando Perry em casa para lidar com Doofenshmirtz e sua trama mais malvada de todas: assumir a O.S.U.S.B.. Mas quando Doofenshmirtz acidentalmente atinge Carl com o seu raio "Mal-Supremo-Inator", Carl assume a agência e aprisiona Doof e Major Monograma. Agente P escapa, mas é atingido por vários inatores de Doof ao mesmo tempo, e no suspense de todos os suspenses, desaparece. |              |                                                  |                                        | |                         |                  |                     |
| 168 | 56           | "Where's Perry? (Part Two)"                      | Jay Lender & Robert F. Hughes          | Aliki Theofilopoulos Grafft, Derek Thompson, Edgar Karapetyan, John Mathot, Jon Colton Barry & Kyle Menke | 24 de agosto de 2012    | 333              | 4.29                |
| O destino do Agente P é finalmente revelado no final cheio de ação do especial de duas partes que deixou Phineas, Ferb e sua turma, literalmente pendurados em um desfiladeiro inexplorado, e Candace frenética por causa de um telefonema com Jeremy, que deixou seu status de relacionamento na berlinda. Agora, com o Agente P sumido, Dr. Doofenshmirtz e Major Monograma devem combater o malvado Carl, que controla um conjunto de robôs bem familiares, para assumir a O.S.U.S.B., em uma das maiores batalhas de todos os tempos. |              |                                                  |                                        | |                         |                  |                     |
| 169 | 57           | "Ferb TV"                                        | Robert F. Hughes                       | Chong Suk Lee & Mike Milo                                                                                 | 7 de setembro de 2012   | 318b             | 3.61                |
| Phineas e Ferb criam os seus próprios programas de TV e comerciais, que incluem Baljeet estrelando como um médico ninja, um show de variedades com a Cabeça Flutuante de Bebê Gigante e Klimpaloon, bem como Buford como um chef celebridade temperamental, e muito mais. |              |                                                  |                                        | |                         |                  |                     |
| 170 | 58           | "When Worlds Collide"                            | Robert F. Hughes                       | Derek Thompson & Kyle Menke                                                                               | 14 de setembro de 2012  | 331a             | 2.64                |
| Após descobrirem que o planeta habitado pelos baleimingos é arremessado diretamente para Danville graças a um inator de Doof, Phineas e Ferb pensam em alguma forma de evitar sua colisão com a Terra, enquanto Buford espera fazer contato com Tristão, um baleimingo que ele encontrou na terra. Enquanto isso, o Dr. Doofenshmirtz planeja roubar a maior bola de barbante do mundo. Nota: Este episódio ocorre cronologicamente no mesmo dia que "Gi-Ants". |              |                                                  |                                        | |                         |                  |                     |
| 171 | 59           | "What'd I Miss?"                                 | Robert F. Hughes                       | Aliki Theofilopoulos Grafft & John Mathot                                                                 | 17 de setembro de 2012  | 334b             | N/A                 |
| Phineas, Baljeet, Isabella e Buford explicam a Ferb, que estava com Perry em um debate, o que fizeram no dia anterior, quando treinaram esquilos domesticados para se comportarem como esquilos selvagens. E na praia, Doofenshmirtz conta para Perry como tentou arruinar o concurso de beleza de Roger com o Pinga-Torneira-Inator. |              |                                                  |                                        | |                         |                  |                     |
| 172 | 60           | "Road to Danville"                               | Jay Lender                             | Antoine Guilbaud & Kaz                                                                                    | 26 de outubro de 2012   | 331b             | 2.73                |
| Quando um dos "-inators" de Doofenshmirtz o manda para um deserto junto com Perry, eles embarcam numa jornada para voltar à Danville a tempo de Heinz poder atuar na peça da L.U.V.A.S.D.E.A.M.O.R. |              |                                                  |                                        | |                         |                  |                     |
| 173 | 61           | "This Is Your Backstory"                         | Jay Lender                             | Mike Diederich & Seth Kearsley                                                                            | 2 de novembro de 2012   | 335              | 2.78                |
| Agente P acredita que tem algo mais malvado por dentro do show televisivo de Doofenshmirtz, onde sua vida inteira é recriada, através de flashbacks e convidados especiais. Enquanto isso, Phineas e Ferb jogam tênis de mesa. |              |                                                  |                                        | |                         |                  |                     |
| 174 | 62           | "Blackout!"                                      | Jay Lender                             | Antoine Guilbaud & Kaz                                                                                    | 30 de novembro de 2012  | 334a             | 2.44                |
| Candace está encarregada de cuidar de Phineas e Ferb, pouco antes de eles decidirem aproveitar ao máximo o apagão da eletricidade de Danville, enquanto o Dr. Doofenshmirtz tenta usar a pena a seu favor. |              |                                                  |                                        | |                         |                  |                     |